# Arctocyonidae
Arctocyonidae é uma família extinta de mamíferos, cujas espécies foram encontradas principalmente no Hemisfério Norte, em um período que ia do Paleoceno Inferior até o Eoceno. Apesar de possuírem cascos rudimentares, eram carnívoros e onívoros. Alguns taxonomistas incluem-nos numa ordem própria, os Eparctocyonia ou Arctocyonia. Provavelmente são os ancestrais dos mesoniquídeos (Mesonychia) e dos artiodáctilos.

## Taxonomia
Família Arctocyonidae
Incertae sedis
- Prolatidens Sudre & Russell, 1982
  - Prolatidens waudruae Sudre & Russell, 1982 - Paleoceno Médio, Hainin, Bélgica
- Arctocyonides Lemoine, 1891
  - Arctocyonides weigelti Russell, 1964 -  Thanetiano, Walbeck, Alemanha
  - Arctocyonides trouessarti (Lemoine, 1891) -  Thanetiano, Walbeck, Alemanha
  - Arctocyonides arenae Russell, 1964 -  Paleoceno Superior, Cernaysiano, Cernay, França; Upnor, Inglaterra.
- Landenodon Quinet, 1968
  - Landenodon woutersi - Eoceno Inferior, Esparnaciano (MP 7), Dormaal, Bélgica
  - Landenodon phelizoni - Paleoceno Superior, Cernaysiano, Cernay, França
  - Landenodon lavocati - Paleoceno Superior, Cernaysiano, Cernay, França
- Paratriisodon Chow, 1979
  - Paratriisodon henanensis - Eoceno Superior, Mengjiapo, Hehan, China
  - Paratriisodon gigas Chow, 1979 - Eoceno Superior, Mengjiapo, Hehan, China
- Baioconodon Gazin, 1941 (=Ragnarok)
  - Baioconodon cannoni Middleton & Dewar, 2004
  - Baioconodon denverensis Gazin, 1941
  - Baioconodon engdahli (Archibald, 1982)
  - Baioconodon jeffersonensis Eberle, 2003
  - Baioconodon middletoni Eberle & Lillegraven, 1998
  - Baioconodon nordicus (Jepsen, 1930) (=Ragnarok harbichti, Ragnarok nordicum, Loxolophus nordicus) - Paleoceno Inferior, Puercano, Mantua Lentil, Wyoming, EUA.
  - Baioconodon wovokae (Van Valen, 1978) (=Ragnarok wovokae)

Subfamília "Prothryptacodontinae"
- Prothryptacodon Simpson, 1935 (= Pantinomia)
  - Prothryptacon ambiguuus (Van Valen, 1967)
  - Prothryptacodon albertensis Fox, 1968 (=Oxyprimus albertensis, Chriacus aquilonius) - Paleoceno Inferior, Puercano, Canadá.
  - Prothryptacodon hilli (Rigby, 1980) (=Pantinomia hilli)
- Princetonia Gingerich, 1989
  - Princetonia yalensis Gingerich, 1989 - Eoceno Inferior, Wasatchiano, Clark's Fork Basin, Wyoming, Estados Unidos.
- Oxytomodon Gazin, 1941
  - Oxytomodon perissum Gazin, 1941
  - Desmatoclaenus Gazin, 1941
  - Desmatoclaenus protogonoides (Cope, 1882) - Puercano, Paleoceno Inferior, EUA
  - Desmatoclaenus dianae Van Valen, 1978 - Puercano, Paleoceno Inferior, EUA
  - Desmatoclaenus hermaeus Gazin, 1941 - Paleoceno Inferior, Puercano, Wagonroad, Utah, EUA
  - Desmatoclaenus mearae Van Valen, 1978 - Paleoceno Superior, Tiffaniano, Saddle Locality, Wyoming, EUA

Subfamília "Chriacinae"
- - Chriacus Cope, 1883 (= Epichriacus, Metachriacus, Spanoxyodon)
    - Chriacus badgleyi
    - Chriacus baldwini(Cope, 1882) (=C. truncatus, "Metachriacus provocator", "Spanoxyodon latrunculus")
    - Chriacus calenancus Van Valen, 1978
    - Chriacus gallinae
    - Chriacus katrinae Van Valen, 1978
    - Chriacus metocometi Van Valen, 1978
    - Chriacus oconostotae Van Valen, 1978
    - Chriacus pelvidens (Cope, 1881) (=C. stenops, C. truncatus) - Paleoceno Superior, Tiffaniano (Ti1), América do Norte
    - Chriacus punitor (Simpson, 1935) (=Metachriacus punitor)

Subfamília Loxolophinae
- Loxolophus (= Paradoxodon, Paradoxodonta, Protochriacus, Protogonodon)
  - Loxolophus priscus (Cope, 1888) - Puercano, Paleoceno Inferior, EUA
  - Loxolophus hyattianus (Cope, 1885) - Puercano, Paleoceno Inferior, EUA
  - Loxolophus pentacus (Cope,1888) - Puercano, Paleoceno Inferior, EUA
  - Loxolophus schizophrenus Johnston & Fox, 1984 - Paleoceno Inferior, Puercano, Rav W-1, Saskatchewan, Canadá.
  - Loxolophus criswelli (Rigby, 1980)  (=Protogonodon criswelli)- Paleoceno Médio, Torrejoniano, Swain Quarry, Wyoming, EUA.
  - Loxolophus faulkneri Eberle & Lillegraven, 1998  - Paleoceno Inferior, Puercano, Hanna Basin, Wyoming, EUA.
- Deuterogonodon Simpson, 1935
  - Deuterogonodon montanus Gidley in Simpson, 1935 - Paleoceno Inferior, Puercano, EUA
  - Deuterogonodon noletil Van Valen, 1978 - Paleoceno Médio, Torrejoniano, San Juan Basin, New Mexico, EUA.
- Mimotricentes Simpson, 1937
  - Mimotricentes latidens (Gidley & Simpson, 1935) (=Tricentes latidens) - Paleoceno Médio, Torrejoniano, EUA
  - Mimotricentes subtrigonus (Cope, 1881)
  - Mimotricentes fremontensis (Gazin, 1956) (=Tricentes fremontensis, Chriacus fremontensis] - Paleoceno Superior, Tiffaniano (Ti1), EUA.
  - Mimotricentes tedfordi McKenna & Lofgren, 2003 - Paleoceno superior, Tiffaniano, Laudate Local Fauna, California, EUA.

Subfamília Arctocyoninae
- Lambertocyon
  - Lambertocyon eximius
  - Lambertocyon ischyrus
  - Lambertocyon gingerichi Gunnell, 1994
- Mentoclaenodon Weigelt, 1960
  - Mentoclaenodon walbeckensis Weigelt, 1960 -  Thanetiano, Walbeck, Alemanha
  - Mentoclaenodon acrogenius (Gazin, 1956)  (=Claenodon acrogenius, Arctocyon acrogenius, Arctocyon mumak] - Paleoceno Superior, Tiffaniano, Saddle Locality, Wyoming, Estados Unidos.
- Thryptacodon Matthew, 1915
  - Thryptacodon antiquus Matthew, 1915 (= T. olseni, T. loisi, T. pseudarctos
  - Thryptacodon australis Simpson, 1935
  - Thryptacodon orthogonius (Russell, 1929) (=Chriacus orthogonius, T. demari, T. belli
- Arctocyon Blainville, 1841 (= Claenodon, Neoclaenodon)
  - Arctocyon primaevus Blainville, 1841 (=Heteroborus dueili, Hyodectes gervaisi)- Cernaysiano, La Fére, França
  - Arctocyon matthesi Russell, 1964 - Thanetiano, Walbeck, Alemanha
  - Arctocyon corrugatus (Cope,1883) - Torrejoniano, San Juan Basin, Novo México, EUA
  - Arctocyon ferox (Cope, 1883 - Paleoceno Médio, Torrejoniano, San Juan Basin, New Mexico, EUA.
- Colpoclaenus Patterson & McGrew,1962
  - Colpoclaenus keeferi
  - Colpoclaenus procyonoides
- Anacodon Cope,1882
  - Anacodon cultridens Matthew,1915
  - Anacodon nexus Gazin,1956 (=Arctocyon nexus) - Paleoceno Superior,  Clarkforkiano, Buckman Hollow, Wyoming, EUA
  - Anacodon ursidens Cope,1882